# Andy Wallace (pilota automobilistico)
Andy Wallace (Oxford, 19 febbraio 1961) è un ex pilota automobilistico britannico.
Specializzato nelle corse con vetture Sport Prototipo, ha vinto le più importanti gare di durata a livello mondiale.

Attualmente lavora come collaudatore per la casa automobilistica Bugatti.

## Carriera agonistica

### Gli esordi
Wallace ha iniziato la sua carriera nel 1976 partecipando alla Scuola di guida sportiva di Jim Russel, il debutto nelle competizioni avviene nel 1979, diventa campione britannico di Formula 3 nel 1986 e lo stesso anno vince la celebre corsa sul circuito di Macao.
Dal 1987 al 1988, ha partecipato al campionato internazionale di Formula 3000 correndo per squadre di medio livello. 

### Sport Prototipi
Nel 1988 viene ingaggiato dal team TWR Jaguar Racing per pilotare una delle proprie vetture XJR-9 in occasione della 24 Ore di Le Mans, gara che vince al debutto, assieme a Jan Lammers e Johnny Dumfries. Con la medesima squadra partecipa successivamente anche al Campionato del Mondo Sport Prototipi nel quale nel 1990 conclude al 4º posto in classifica piloti.
Nel 1990 vince anche la 24 Ore di Daytona al volante della Jaguar XJR-12.
 Nel 1992 passa alla Toyota, guidando le vetture giapponesi nel Campionato IMSA GTP, con la Eagle-Toyota vince nel 1992 e nel 1993 la 12 Ore di Sebring, correndo in questi due anni anche nel Mondiale Sport e a Le Mans sempre per la Toyota.

Nel 1995 e nel 1996 disputa il Campionato BPR Global GT Series al volante di una McLaren F1 GTR, correndo anche nel Campionato IMSA WSC per la Riley&Scott. Nel biennio 1997-1998, corre in FIA GT per la Panoz guidando la Esperante GTR.

Rivince la 24 Ore di Daytona nel 1997 e nel 1999 sempre alla guida di una Riley&Scott a motore Ford. Nel 1999 disputa la 24 Ore di Le Mans guidando una Audi R8C, l'anno dopo con una Cadillac LMP, nel 2001 e nel 2002 invece su Bentley Exp Speed 8.
Negli ultimi anni ha corso nel American Le Mans Series e a Le Mans con diverse vetture: Audi, Lola, Dome e Zytek; partecipando anche al Campionato Grand-Am.

## Test di velocità
Wallace è il pilota che nel marzo 1998, sul tracciato tedesco di Ehra-Lessien, ha condotto il prototipo XP 5 della McLaren F1 nel test di velocità massima, raggiungendo una punta di 386,403 km/h (240,14 mph), rimasto imbattuto per 7 anni come primato di velocità massima per vetture di produzione di serie omologate per uso stradale. Il pilota inglese inoltre ha nuovamente ottenuto il record nell'agosto 2019 a bordo della Bugatti Chiron Super Sport 300+, toccando i 490,484 km/h su una vettura di serie.

## Palmarès
- vincitore della 24 Ore di Le Mans 1988.
- 3 volte vincitore della 24 Ore di Daytona: 1990, 1997 e 1999.
- 2 volte vincitore della 12 Ore di Sebring: 1992 e 1993.
- vincitore della Petit Le Mans 1999.
- vincitore del Campionato Britannico di Formula 3